# Championnats du Honduras de cyclisme sur route
Les championnats du Honduras de cyclisme sur route sont les championnats nationaux de cyclisme sur route organisés par la Fédération cycliste du Honduras.

## Hommes

### Podiums de la course en ligne
| Année | Vainqueur          | Deuxième           | Troisième          |
| ----- | ------------------ | ------------------ | ------------------ |
| 2006  | Armando Orellana   | Román Canales      | Cristian Velásquez |
| 2007  | Román Canales      | Alfredo Paz        | Armando Orellana   |
| 2011  | Pablo Cruz         |                    |                    |
| 2014  | Román Canales      | Allan Hernández    | Armando Orellana   |
| 2015  | Pablo Cruz         |                    |                    |
| 2016  | Allan Hernández    | Fernando Molina    | Jorge Torres       |
| 2017  | Jorge Torres       | Junior Cabrera     | Gerson Molina      |
| 2018  | Luis López         | Marlon Mejía       | Cristhian Martínez |
| 2019  | Cristhian Martínez | Gerson Molina      | Ever Rodezno       |
| 2020  | Fredd Matute       | Cristhian Martínez | Pablo Cruz         |
| 2021  | Luis López         | Fredd Matute       | César Castillo     |
| 2022  | Cristhian Martínez | Christopher Díaz   | Ever Rodezno       |
| 2023  | Christopher Díaz   | Marco Baca         | César Castillo     |
| 2024  | Diler Martínez     | Cristhian Martínez | Fredd Matute       |
| 2025  | Luis López         | Héctor Menéndez    | Sebastián Pavón    |

Multi-titrés
- Pablo Cruz, Luis López, Cristhian Martínez

### Podiums du contre-la-montre
| Année | Vainqueur          | Deuxième           | Troisième          |
| ----- | ------------------ | ------------------ | ------------------ |
| 2006  | Armando Orellana   | Cristian Velásquez | Alfredo Paz        |
| 2007  | Armando Orellana   | Francis Melgar     | Román Canales      |
| 2015  | Armando Orellana   | Jorge Torres       | Luis López         |
| 2016  | Rubén Tomé         | Javier Rodríguez   | Roy Cabezas        |
| 2019  | Óscar Rodríguez    | Ever Rodezno       | César Guzmán       |
| 2020  | Pablo Cruz         | Fredd Matute       | Cristhian Martínez |
| 2021  | Fredd Matute       | Luis López         | Cristian Chevez    |
| 2022  | Cristhian Martínez | Christopher Díaz   | César Castillo     |
| 2023  | César Castillo     | Christopher Díaz   | Cristian Chevez    |
| 2024  | Fredd Matute       | César Castillo     | Cristhian Martínez |
| 2025  | Héctor Menéndez    | Fredd Matute       | Diler Martínez     |

Multi-titrés
- Fredd Matute, Armando Orellana

## Femmes

### Podiums de la course en ligne
| Année | Vainqueur       | Deuxième        | Troisième         |
| ----- | --------------- | --------------- | ----------------- |
| 2016  | Angie Gómez     | Jahzeel Blanco  | Karen Amaya       |
| 2017  | Angie Gómez     | Karen Amaya     | Jahzeel Blanco    |
| 2018  | Angie Gómez     | Linda Menéndez  | Alexandra Cruz    |
| 2019  | Karen Amaya     | Angie Gómez     | Nancy Pérez       |
| 2020  | Pas organisé    |                 |                   |
| 2021  | Linda Menéndez  | Karen Canales   |                   |
| 2022  | Linda Menéndez  | Gissel Portillo | Nancy Pérez       |
| 2023  | Linda Menéndez  | Gissel Portillo | Vanessa Mejía     |
| 2024  | Gissel Portillo | Xenia Molina    | Karen Elisa Amaya |
| 2025  | Linda Menéndez  | Gissel Portillo | Karen Canales     |

Multi-titrées
- Angie Gómez, Linda Menéndez

### Podiums du contre-la-montre
| Année | Vainqueur       | Deuxième        | Troisième         |
| ----- | --------------- | --------------- | ----------------- |
| 2016  | Dixy Morales    | Karen Amaya     |                   |
| 2019  | Angie Gómez     | Karen Amaya     | Nancy Pérez       |
| 2020  | Pas organisé    |                 |                   |
| 2021  | Linda Menéndez  | Nancy Pérez     | Karen Canales     |
| 2022  | Linda Menéndez  | Gissel Portillo | Vanessa Padilla   |
| 2023  | Gissel Portillo | Linda Menéndez  | Vanessa Mejía     |
| 2024  | Vanessa Mejía   | Gissel Portillo | Karen Elisa Amaya |
| 2025  | Linda Menéndez  | Gissel Portillo | Vanessa Mejía     |

Multi-titrées
- Linda Menéndez

## Espoirs Hommes

### Podiums de la course en ligne
| Année | Vainqueur        | Deuxième              | Troisième          |
| ----- | ---------------- | --------------------- | ------------------ |
| 2019  | Luis López       | Josué Moreno          | Elder Méndez       |
| 2020  | Josué Moreno     | Rigoberto Sequeira    |                    |
| 2021  | Christopher Díaz | Josué Moreno          | Rigoberto Sequeira |
| 2022  | Christopher Díaz | Rigoberto Quintanilla | César Nolasco      |
| 2024  | Héctor Menéndez  | Christopher Díaz      | Rubén Pavón        |

Multi-titrés
- Christopher Díaz

### Podiums du contre-la-montre
| Année | Vainqueur        | Deuxième              | Troisième        |
| ----- | ---------------- | --------------------- | ---------------- |
| 2019  | Luis López       | Josué Moreno          | René Castillo    |
| 2020  | Josué Moreno     | Rigoberto Sequeira    | David Rivas      |
| 2021  | Christopher Díaz | Josué Moreno          | César Nolasco    |
| 2022  | Christopher Díaz | Rigoberto Quintanilla | César Nolasco    |
| 2023  | Christopher Díaz | Sergio Vásquez        | Luis Cerna       |
| 2024  | Héctor Menéndez  | Rubén Pavón           | Christopher Díaz |

Multi-titrés
- Christopher Díaz

## Juniors Hommes

### Podiums de la course en ligne
| Année | Vainqueur        | Deuxième         | Troisième             |
| ----- | ---------------- | ---------------- | --------------------- |
| 2006  | Aleymi Martínez  | Maynor Canales   | William Juárez        |
| 2007  | Maynor Canales   | Germán Mejía     | Óscar Melgar          |
| 2016  | Junior Cabrera   | Roy Cabezas      | Jonathan Abastia      |
| 2018  | César Nolasco    | Josué Moreno     | Miguel Rodríguez      |
| 2019  | César Nolasco    | Gerardo Melgar   | Rigoberto Quintanilla |
| 2020  | Pas organisé     |                  |                       |
| 2021  | Ángel Rodríguez  | Héctor Menéndez  | Sergio García         |
| 2022  | Carlos Maldonado | Sebastián Pavón  | Ángel Rodríguez       |
| 2023  | Héctor Menéndez  | Carlos Maldonado | Sebastián Pavón       |
| 2024  | Wilson Melgar    | Dumas Martínez   | Marcos Mendoza        |
| 2025  | Diego Navarro    | Marcos Mendoza   |                       |

Multi-titrés
- César Nolasco

### Podiums du contre-la-montre
| Année | Vainqueur        | Deuxième             | Troisième       |
| ----- | ---------------- | -------------------- | --------------- |
| 2006  | Daniel Moya      | Aleymi Martínez      | William Juárez  |
| 2007  | Daniel Moya      | Maynor Canales       | Pablo Cruz      |
| 2016  | Roy Cabezas      | José Ignacio Ordóñez | Pablo Fernández |
| 2019  | Christopher Díaz | César Nolasco        | Gerardo Melgar  |
| 2020  | Pas organisé     |                      |                 |
| 2021  | Ángel Rodríguez  | Darvin Berlioz       | Héctor Menéndez |
| 2022  | Sebastián Pavón  | Héctor Menéndez      | Ángel Rodríguez |
| 2023  | Héctor Menéndez  | Carlos Maldonado     | Wilson Melgar   |
| 2024  | Wilson Melgar    | Dumas Martínez       |                 |
| 2025  | Diego Navarro    | Marcos Mendoza       |                 |

Multi-titrés
- Daniel Moya